# Orkady Południowe
Orkady Południowe – grupa wysp antarktycznych w północnej części Oceanu Południowego, na północny wschód od Półwyspu Antarktycznego. Obszar archipelagu wynosi około 622 km², wyspy cechują się surowym i skalistym krajobrazem, oraz polarnym klimatem. Do wysp roszczą sobie prawa Argentyna i Wielka Brytania.
Do większych wysp archipelagu należą: Coronation, Laurie, Powell oraz Signy. W archipelagu znajdują się także mniejsze wysepki (jak Acuña Island) i skały. Na wyspach Laurie i Signy znajdują się stacje polarne, odpowiednio: argentyńska Orcadas i brytyjska Signy.

## Geografia
Orkady Południowe stanowią grupę wysp leżących na południowo-zachodnim skraju Oceanu Atlantyckiego, około 550 km na północny wschód od Półwyspu Antarktycznego. Archipelag składa się z dwóch największych wysp: Coronation na zachodzie i Laurie na wschodzie oraz kilku mniejszych wysp. Linia brzegowa większych wysp jest dobrze rozwinięta, a na jej rozwój wpływ maja warunki klimatyczne (czoła, jęzory lodowców na wybrzeżu, kry i góry lodowe). Wybrzeże jest przeważnie skaliste i surowe, znaczne obszary brzegu morskiego są zlodowaciałe.
Wyspy zbudowane są ze skał osadowych, silnie sfałdowanych, które pochodzą z paleozoiku i mezozoiku. Poza tym występują zmetamorfizowane łupki i intruzje dolerytowe. Wyspy są na ogół górzyste. Najwyższe wzniesienie - Mount Nivea wznosi się na 1266 m n.p.m. Krajobraz jest urozmaicony nie tylko obszarami górskimi, ale i formami krajobrazu glacjalnego (lodowce).
Wyspy leżą w strefie klimatu polarnego, cechującego się suchą i mroźną pogodą. Średnia roczna temperatura wynosi -5 °C, w okresie zimowym spada do -40 °C. Klimat jest suchy ze względu na kontynentalne oddziaływanie mroźnych i suchych mas powietrza znad Antarktydy. Toteż roczne opady wynoszą tylko 380 mm i są to niemal wyłącznie opady śniegu występujące przez 8 miesięcy w roku. W okresie krótkiego lata temperatury wynoszą około 2 °C.
Na wyspach w zasadzie nie ma wód powierzchniowych, ze względu na ujemne średnie temperatury. Latem, gdy występują dodatnie temperatury, pojawiają się niewielkie strumienie i potoki, zasilane głównie topniejącymi w tym czasie lodowcami. Od kwietnia do listopada (jesień-zima-wiosna) wody przybrzeżne są zamarznięte.
Warunki klimatyczne jakie panują na wyspach sprawiają, że szata roślinna jest uboga zarówno pod względem gatunkowym jak i pod względem bujności. 90% powierzchni wysp jest pokryta śniegiem i lodem, liczne są lodowce. Roślinność ogranicza się to formacji tundrowej, jaką reprezentują mchy i porosty. Brak drzew i krzewów. Fauna także jest dość uboga pod względem gatunkowym, ale dość liczna, występują w formie kolonii. Liczne ptactwo morskie występuje na wybrzeżu Orkadów Południowych. Na wyspach żyją także kolonie pingwinów, głównie pingwinów Adeli.

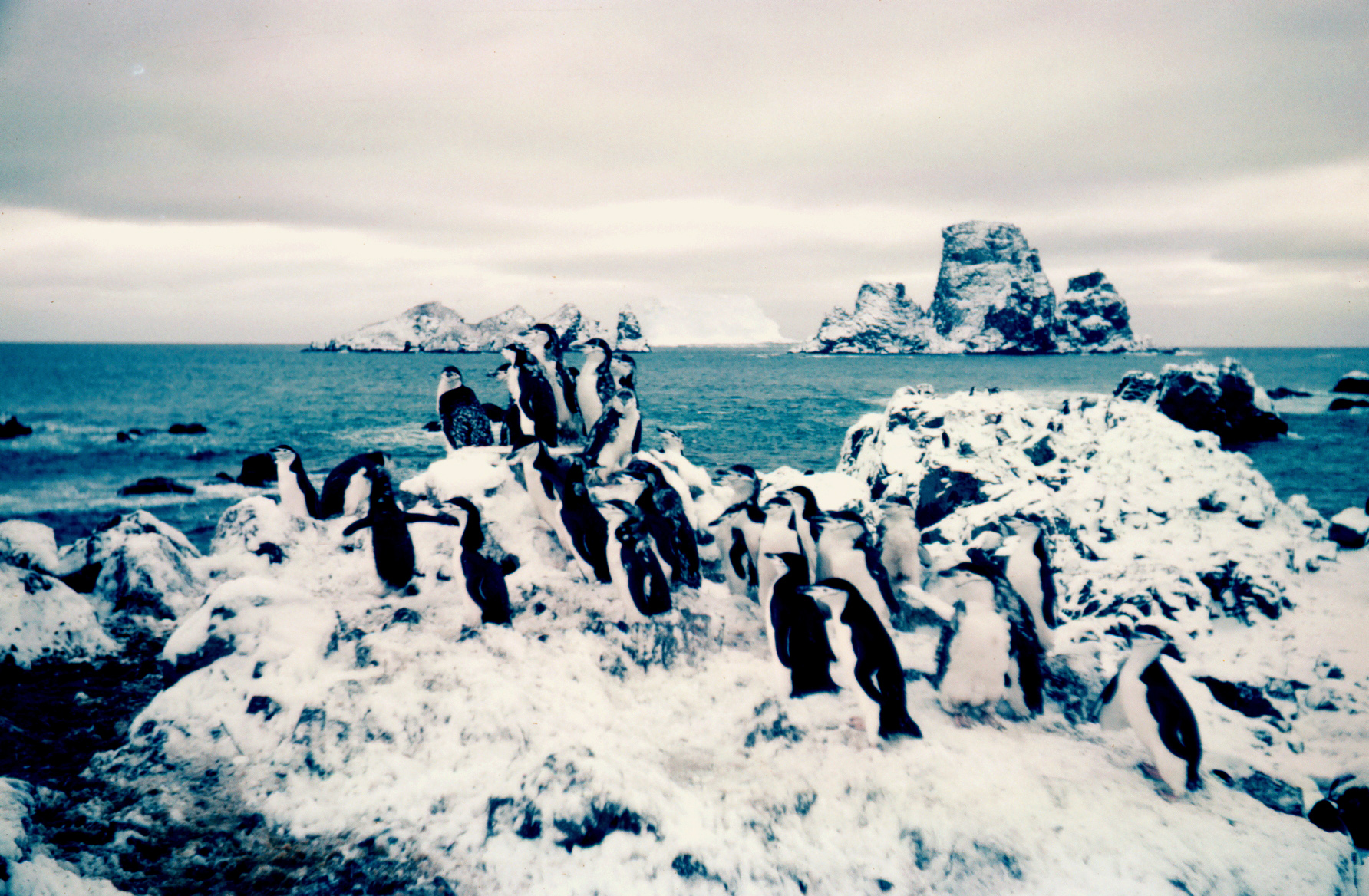
Pingwiny maskowe na wyspie Laurie

## Historia
Archipelag odkryty w 1821 roku przez łowców fok, Anglika George’a Powella i Amerykanina Nathaniela Palmera. Orkady Południowe były częścią brytyjskiej kolonii Falklandy. Pierwotnie wyspy były nazywane Powell’s Group, czyli Grupą Powella, od nazwiska odkrywcy. W 1823 roku angielski żeglarz James Weddell nadał wyspom obecną nazwę. W XIX wieku wyspy często były odwiedzane przez wielorybników. Orkady Południowe zostały dokładnie zbadane przez ekspedycję szkockiego polarnika i oceanografa Williama Speirsa Bruce’a w 1903 roku.